# L (clase de complejidad)
En teoría de la complejidad computacional, la clase de complejidad L (LSPACE o espacio logarítmico determinista) es el conjunto de los problemas de decisión que pueden ser resueltos en espacio log(n) (sin contar el tamaño de la entrada), donde n es el tamaño de la entrada, por una máquina de Turing determinista tal que la solución si existe es única. La clase L está contenida en NL y está contenida estrictamente en PSPACE. Como NL también está contenida estrictamente en PSPACE, se concluye que en la relación
P es diferente de NP o bien NP es diferente de PSPACE, pero no se sabe cuál de las dos inclusiones es propia.